# Pavelló Onze de Setembre
Il Pavelló Onze de Setembre è un palazzetto dello sport della città di Lleida in Spagna. Ha una capienza di 2.200 posti. 
Di proprietà del Comune di Lleida ospita le gare casalinghe del Lleida di hockey su pista.

## Eventi ospitati
- Coppa del Re 2014
- Final Four della Coppa CERS 2017-2018
- Final Four della Coppa WSE 2018-2019
- Coppa Continentale 2021-2022
- Coppa del Re 2022